# Angoual Madé
Angoual Madé (auch Angoal Madé, früher Kama Kadji) ist ein Dorf in der Landgemeinde Zabori in Niger.

## Geographie
Das von einem traditionellen Ortsvorsteher (chef traditionnel) geleitete Dorf liegt am Rand des Trockentals Dallol Maouri. Es befindet sich rund fünf Kilometer südöstlich des Hauptorts Zabori der gleichnamigen Landgemeinde, die zum Departement Dioundiou in der Region Dosso gehört. Zu weiteren Siedlungen in der Umgebung von Angoual Madé zählen Massama im Nordosten und Léguéré im Osten.
Angoual Madé ist Teil der Übergangszone zwischen Sahel und Sudan. Die durchschnittliche jährliche Niederschlagsmenge beträgt hier zwischen 500 und 600 mm. Die unter anderem aus Anabäumen, Affenbrotbäumen und Tamarindenbäumen bestehende Vegetation um das Dorf war aufgrund menschlicher Eingriffe bereits zu Beginn des 21. Jahrhunderts im Verschwinden begriffen.

## Geschichte
Der Ortsgründer war ein Viehzüchter namens Bawa Tessi, der aus dem Dorf Birnin Lokoyo stammte. Er ließ sich zunächst in einem anderen Dorf nieder, geriet jedoch mit dem dortigen Ortsvorsteher wegen einer Viehtränke in Streit. Er grub daraufhin an der Stelle des späteren Dorfes Angoual Madé einen Brunnen. Die dort entstehende Siedlung hatte ursprünglich den Namen Kama Kadji. Der erste formale Ortsvorsteher der neuen Siedlung war Bawa Tessis Sohn Madé Bawa. Angoual Madé bedeutet „Dorf des Madé“.
Ein neuer Dorfbrunnen wurde 1989 durch ein gesamtstaatliches Programm zur Wasserversorgung im ländlichen Raum errichtet, das vom niederländischen Ministerium für Entwicklungszusammenarbeit finanziert worden war. Der seit Madé Bawa achte traditionelle Ortsvorsteher von Angoual Madé wurde Anfang der 1990er Jahre eingesetzt.

## Bevölkerung
Bei der Volkszählung 2012 hatte Angoual Madé 920 Einwohner, die in 110 Haushalten lebten. Bei der Volkszählung 2001 betrug die Einwohnerzahl 839 in 111 Haushalten und bei der Volkszählung 1988 belief sich die Einwohnerzahl auf 661 in 68 Haushalten.
In ethnischer Hinsicht besteht die Bevölkerung zu 95 % aus der Hausa-Untergruppe Arawa, zu 3 % aus Fulbe und zu 2 % aus Zarma.

## Kultur und Sehenswürdigkeiten
In der Moschee von Angoual Madé werden tägliche Gebete und Freitagsgebete abgehalten. Manche Dorfbewohner praktizieren außerdem traditionelle Religionen. Für sie besteht ein eigener spiritueller Ort.

## Wirtschaft und Infrastruktur
Zur Selbstversorgung werden vor allem Hirse und Augenbohnen angebaut, daneben Erderbsen, Erdnüsse und Foniohirse. Für den Verkauf kultiviert werden Maniok, Zuckerrohr und Reis sowie Mangos, Guaven, Meerrettichbäume und Khaya senegalensis (regional als acajou bezeichnet). Die zweitwichtigste wirtschaftliche Aktivität in Angoual Madé nach dem Acker- und Gartenbau ist die Viehzucht. Sie obliegt überwiegend Frauen. Gehalten werden in erster Linie Schafe und Ziegen. Es gibt eine Schule im Dorf.